# E. Marlitt
Friedrike Henriette Christiane Eugenie John, född 5 december 1825 i Arnstadt, Thüringen, död 22 juni 1887 i Arnstadt, var en tysk romanförfattare, känd under pseudonymen E. Marlitt.
John upptogs som fosterdotter av furstinnan Mathilda av Schwarzburg-Sondershausen, skulle utbilda sig till sångerska, men måste avstå från denna plan och återvände därför till furstinnans hov, där hon tillbragte elva år, varpå hon flyttade tillbaka till sin födelsestad. År 1865 uppträdde hon som författare med novellen Die zwölf Apostel i Gartenlaube, där alla hennes senare arbeten först trycktes, innan de utgavs i bokform.
Bland hennes böcker kan nämnas: Goldelse (1866), Das Geheimniss der alten Mamsell (1867), Thüringer-Erzählungen (1869), Reichsgräfin Gisela (1869), Das Heideprinzessehen (1871), Die zweite Frau (1873), Im Hause des Kommerzienraths (1876), Im Schillingshof (1879) och Amtmanns Magd (1881), vilka alla översattes till svenska och oftast gick ut i flera upplagor, bland annat i serien Samlade romaner och berättelser av E. Marlitt (elva band, 1893–1903). Ämnet för hennes berättelser är nästan alltid Askungen i modern omgivning. Gesammelte Romane und Novellen utgavs i tio band 1888-1890.